# Porta XOR
| ENTRADA | ENTRADA | SORTIDA |
| A       | B       | A XOR B |
| 0       | 0       | 0       |
| 0       | 1       | 1       |
| 1       | 0       | 1       |
| 1       | 1       | 0       |

Una porta XOR és una porta lògica digital que implementa la disjunció exclusiva lògica, és a dir, es comporta segons la taula de la dreta. Una entrada ALTA (1) és el resultat, si una i només una de les entrades és ALTA (1). Si les dues entrades són ALTES o les dues són BAIXES, el resultat és BAIX (0). El comportament de la porta XOR està resumit en la taula de veritat mostrada a la dreta.
Les expressions algebraiques {\displaystyle A\cdot {\overline {B}}+{\overline {A}}\cdot B}, {\displaystyle (A+B)\cdot ({\overline {A}}+{\overline {B}})}, {\displaystyle (A+B)\cdot {\overline {(A\cdot B)}}} i {\displaystyle A\oplus B} representen la porta lògica XOR amb les entrades A i B. Es pot observar que la porta XOR es pot implementar en suma de minterms de portes OR, NOT i AND. Això implica que una porta XOR pot ser implementada amb portes lògiques OR, NOT i AND.

## Símbols

Símbol XOR 'American Standard'

Símbol XOR 'English Standard'

Hi ha dos símbols per a les portes XOR: el «militar» i el «rectangular», també coneguts com a «Americà» i «Britànic».